# 윈스테크넷
주식회사 윈스테크넷(Wins Technet)은 대한민국의 네트워크 보안 기업이다.

## 역사
2011년 1월 5일에 나우콤(現 아프리카티비)에서 인적분할하여 설립되었으며 동년 5월 2일에 코스닥 시장에 상장하였다.

### 내용주
1. ↑  최대주주인 금양통신 김을재 회장의 아들[2]